# Duyên Thái
Duyên Thái là một xã thuộc huyện Thường Tín, thành phố Hà Nội, Việt Nam.
Xã Duyên Thái có diện tích 4,04 km², dân số năm 2022 là 12.449 người, mật độ dân số đạt 3.081 người/km².
Xã Duyên Thái có làng nghề sơn mài Hạ Thái nổi tiếng trong và ngoài nước.